# Wallanlage

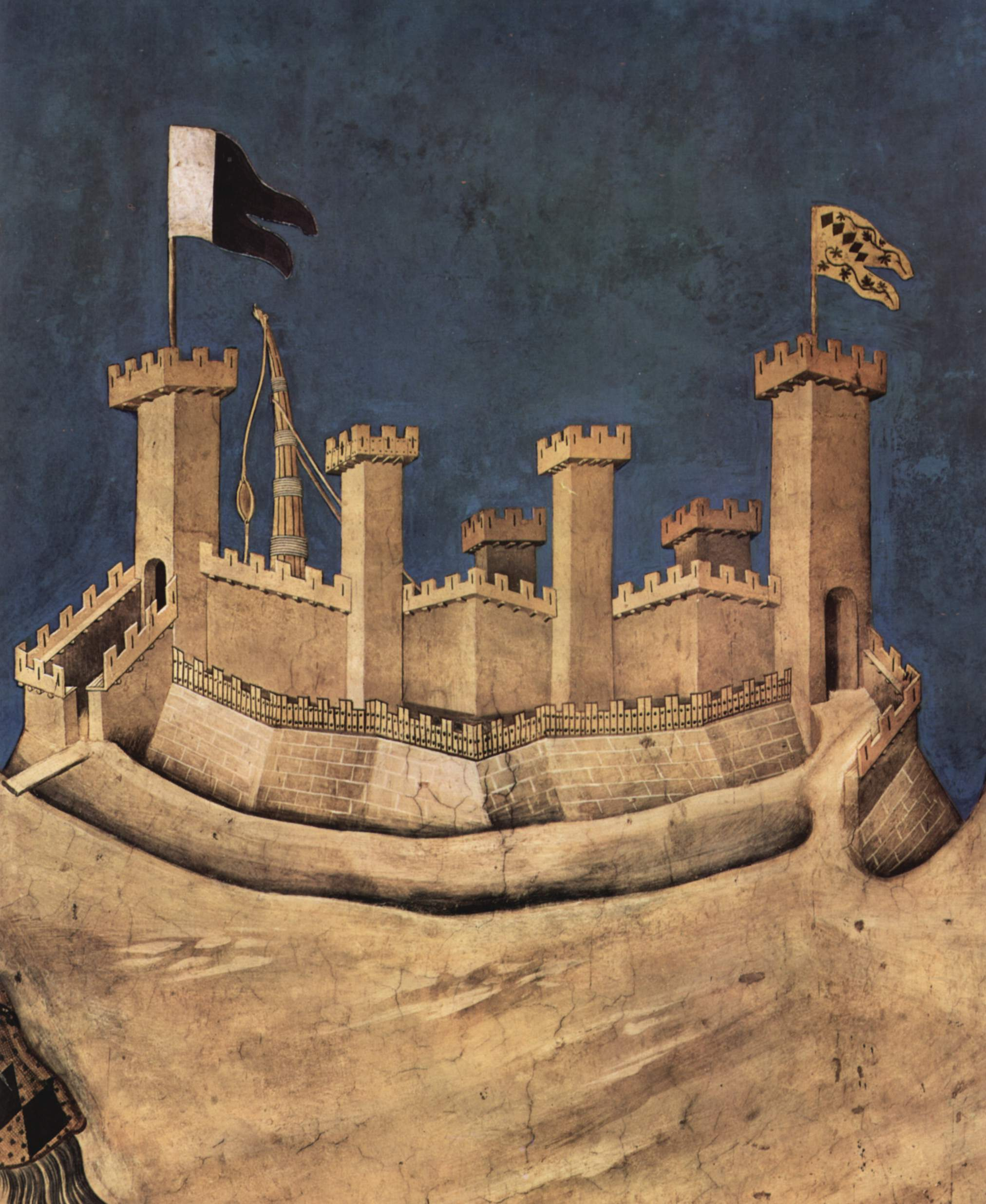
Simone Martini, Der siegreiche Feldherr Guiddo Riccio da Fogliano, Palazzo Pubblico, Siena, nach 1315, Fresko (Detail)

Eine Wallanlage diente einst der Befestigung von Städten. Der Begriff steht in Unterscheidung zum Wall als Feldbefestigung. Später wurde der Ausdruck auch für die an die Stelle der Befestigung getretenen Grünflächen üblich und ist heute noch als Name für Stadtviertel, Straßennamen oder Parks zu finden.

## Geschichte

### Bautechnik des frühen Festungsbaus
Wallanlagen bestanden im Allgemeinen als ein Bollwerk in einer Aneinanderreihung von Mauern oder Palisaden, Schanzen und Gräben, wie es seit der Bronzezeit weltweit verbreitet war:
- Als Wallburg werden Burganlagen aus ur- und frühgeschichtlicher Zeit und dem frühen Mittelalter bezeichnet. Spätere Entwicklungen wiederholen dieses System mehrfach und überdecken und -schneiden kritische Punkte der Befestigung, wie Tore und Brücken mit Wehrtürmen und Vorbauten (Bastionen, Rondelle).
- Basteien und Glacis gehen auf die im Dreißigjährigen Krieg im 17. Jahrhundert entwickelten sternförmigen Fortifikationen (Bastionärsystem, Tenaillensystem) zurück.

Anders als eine Steinmauer fällt ein Erdwall auch beim Beschuss durch Kanonenkugeln nicht in sich zusammen, sondern wird nur vergleichsweise leicht beschädigt. Deshalb errichtete man in den Niederlanden seit dem späten 16. Jahrhundert wieder zunehmend Forts, deren Hauptbefestigung ein Erdwall war, oder schüttete zusätzlich zu vorhandenen Befestigungsanlagen Erdwälle auf. Ein gutes Beispiel für eine spätbarocke Erdwallfestung ist das Kastellet in Kopenhagen.

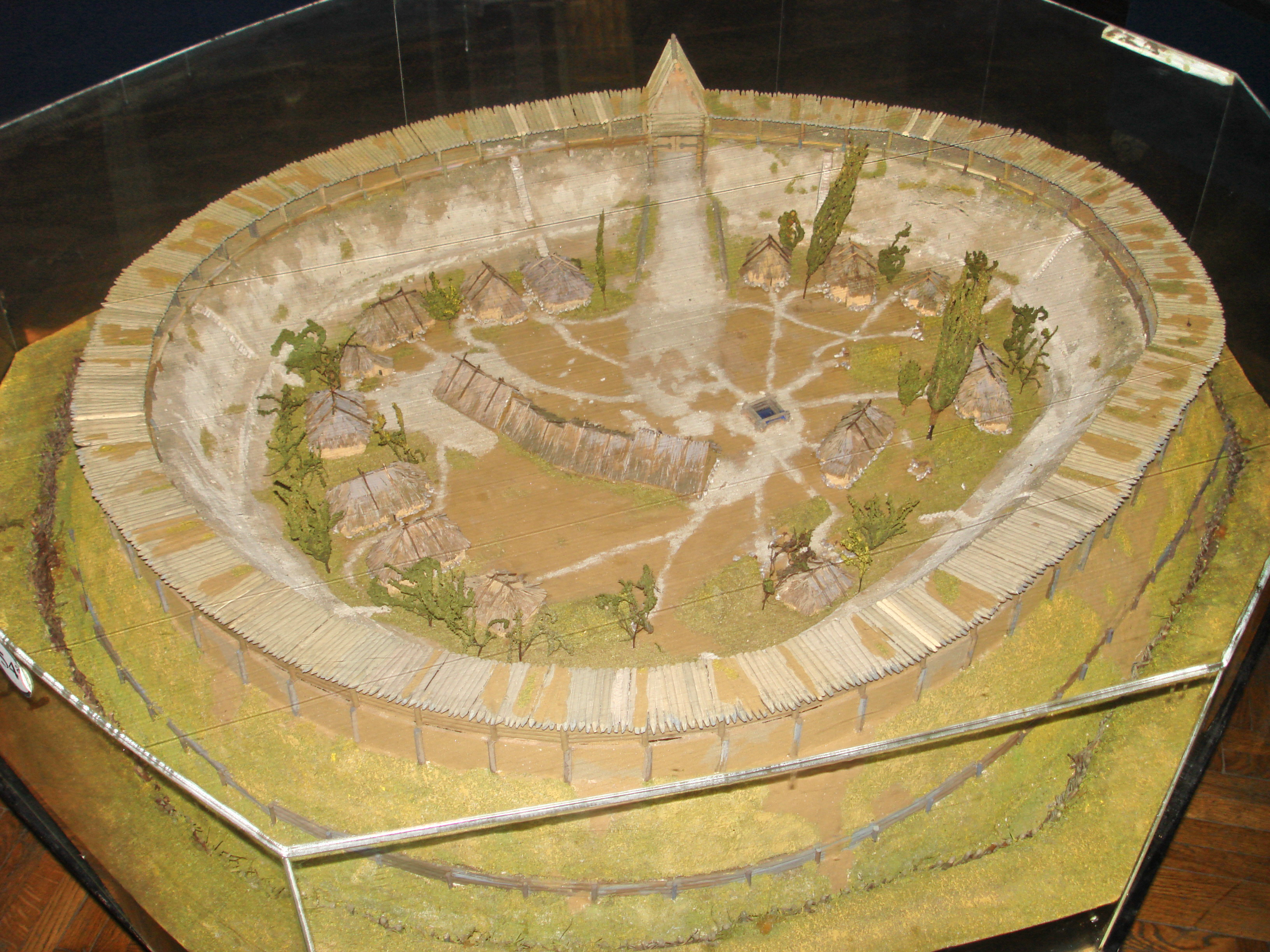
Echimăuţi, Moldawien: Modell der bronzezeitlichen Ringwallanlage
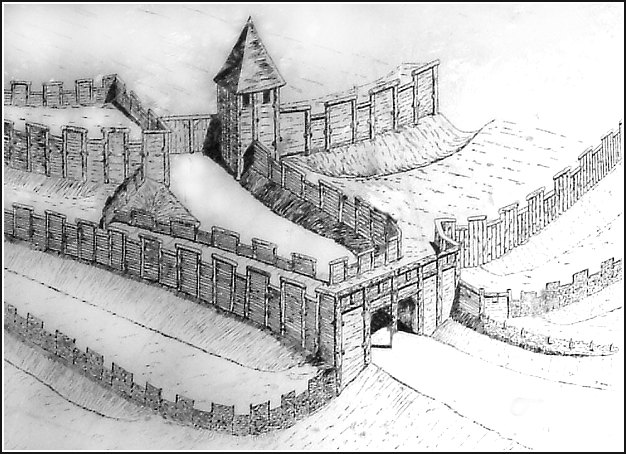
Moitzfeld, Nordrhein-Westfalen, Eisenzeit, Rekonstruktionszeichnung
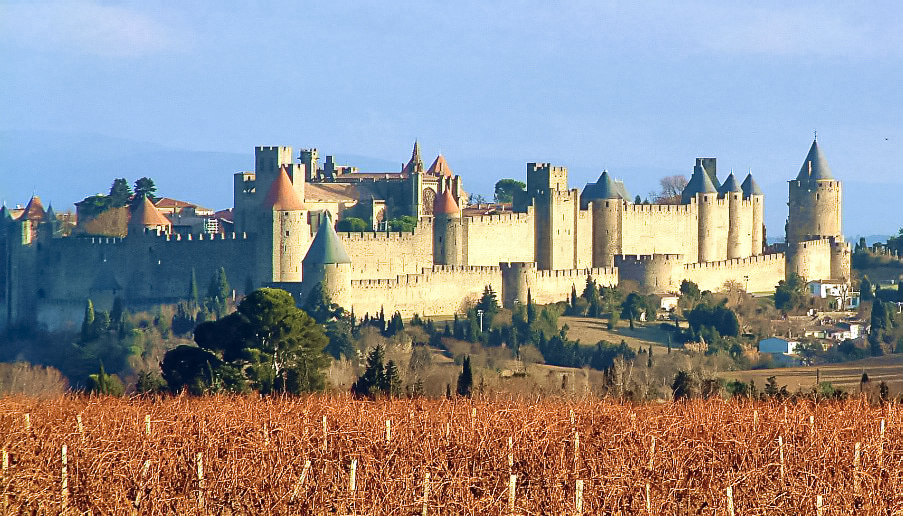
Carcassonne, Frankreich: Wallanlage des Hochmittelalters
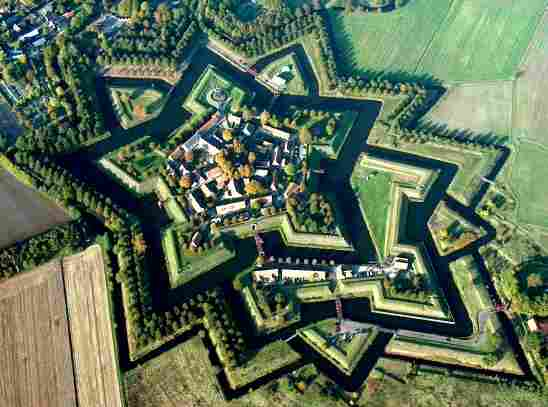
Bourtange, Niederlande: Prototypisches Bastionär- und Polygonalsystem

### Rückbau zum urbanen Bau- und Grünland

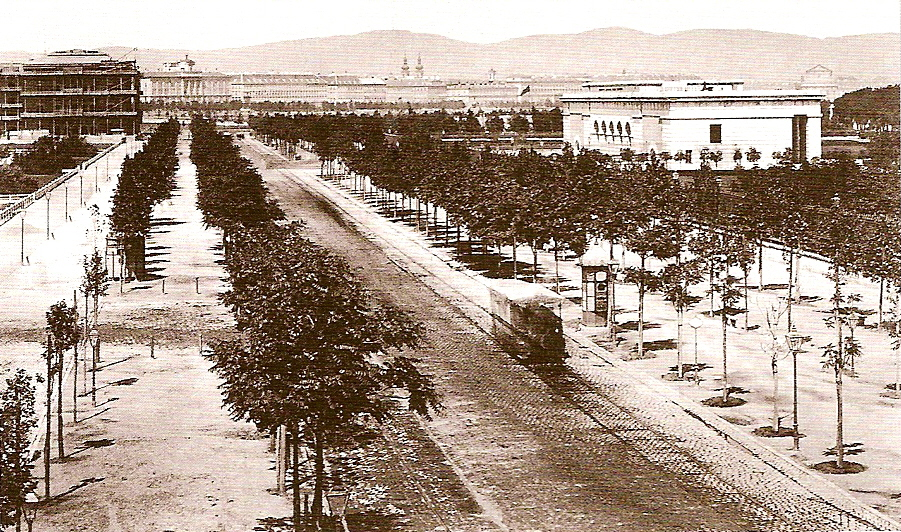
Wien: Burgring, kurz nach seiner Errichtung 1872. Die anliegenden Grünstücke sind noch weitgehend unverbaut.

Der Dreißigjährige Krieg bildete in Mitteleuropa den Höhepunkt der Schanztechnik, am ausgedehntesten waren die Anlagen in der zweiten Hälfte des 18. Jahrhunderts. Spätestens nach den Koalitionskriegen an der Wende des 18. zum 19. Jahrhundert erwiesen sie sich aber schon als veraltet, und es begann vor allem in der langen Friedenszeit nach dem Wiener Kongress der Rückbau der verfallenden Wallanlagen.
Zuerst wurden sie, zusammen mit dem Vorfeld, einfach als Grünflächen genutzt, weil die Fortifikationsgesetze aus militärischen Gründen die Freihaltung dieser Zonen von Baumbewuchs, aber Bepflanzung mit Strauchwerk vorgeschrieben hatten. Daraus entwickeln sich im Kontext der romantisch-biedermeierlichen Vorliebe auch für Ruinen und dem Konzept des wenig konstruierten englischen Gartens der Stadtpark.
Später aber reduzierten Eisenbahnbauten und gründerzeitliche Bebauung ihre Bedeutung erheblich. Die ringförmigen Zonen waren idealer Baugrund für die verkehrstechnische Erschließung der Innenstädte, die übrigbleibenden Zonen hochgeschätztes Büro- und Wohngebiet, die Wallanlagen werden meist komplett geschleift. Übriggeblieben sind dann nur die Ringstraßenzüge (französische Bezeichnung: Boulevard) und vereinzelte Stadtparks, die den alten Verlauf der Wallanlagen heute markieren.

## Beispiele

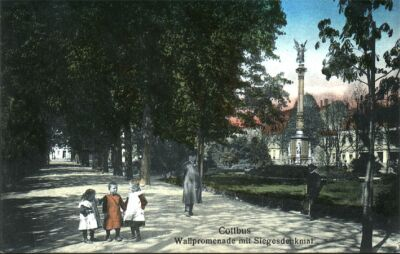
Cottbus, Wallpromenade, Postkarte, frühes 20. Jahrhundert

- Der Wall in Dortmund stellt die Grenze des historischen Dortmunds dar. Heute wird er unterteilt in Burg-, Schwanen-, Ost-, Süd-, Hiltrop-, Hoher sowie Königswall und dient als Hauptstraße (Bundesstraße 54) rund um die Dortmunder Innenstadt.
- Die Frankfurter Wallanlagen bilden eine ringförmige Grünanlage um die Innenstadt von Frankfurt am Main.
- Die Hamburger Wallanlagen waren Schutzwälle, welche die Hansestadt Hamburg während des Dreißigjährigen Krieges uneinnehmbar machten. Heute wird unter diesem Begriff ebenfalls eine (teilweise) zusammenhängende Grünzone verstanden.
- Beim Bau der Festung Koblenz wurde die Stadt Anfang des 19. Jahrhunderts mit einer mächtigen Wallanlage umgeben.
- Die Lübecker Wallanlagen stehen heute für einen Park, der auf den südlichen Teilen der ehemaligen Stadtbefestigung angelegt wurde.
- Die Barockschanzen im Schwarzwald dienten Ende des 17. Jahrhunderts der Verteidigung Badens gegen die Franzosen.
- Promenade in Münster
- Der Wall, eine Straße in Wuppertal
- Die Bremer Wallanlagen wurden 1802 in einen Park umgestaltet.
- Neubrandenburg
- Emder Wall
- Die Kopenhagener Wallanlagen wurden im 19. Jahrhundert in eine Reihe von Parks aufgelöst, darunter auch den Unterhaltungspark Tivoli.
- Die Basteien Wiens zählten, nach der teilweisen gärtnerischen Ausgestaltung ihres Glacis unter Kaiser Joseph II. ebenfalls zu den als Erholungsgebiet berühmten Wallanlagen. Durch den Abriss der Basteien, die Errichtung der Ringstraße ab 1858 und die weitgehende Verbauung des Glacis durch öffentliche und private Gebäude sind auch hier nur mehr Bruchstücke des einstigen Grünrings erhalten.
- Die Wall Street in New York, deren Name auf eine Befestigung von 1652 zurückgeht
- Liste vor- und frühgeschichtlicher Wallanlagen in Hessen